# Castratie

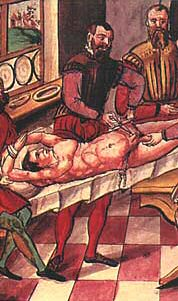
Castratie toegepast als straf, 16e eeuw.

Castratie bij de mens is het verwijderen van de gonaden (teelballen of eierstokken). Een alternatief is chemische castratie waarbij libidoremmende medicijnen genomen worden, of sterilisatie, waarbij de ei- of zaadleiders worden afgesloten. Het verwijderen van de testikels om kanker in de zaadbal te bestrijden en uitzaaiingen te voorkomen wordt orchidectomie genoemd.
Castratie van mensen komt in de westerse samenleving bijna alleen nog voor wanneer er zeer dringende medische redenen zijn. Tot in de jaren 1960 werd in Nederland ook bij bepaalde homoseksuelen en pedoseksuelen in het kader van een TBS-behandeling castratie toegepast. Bij man-vrouw-transseksuelen is castratie in een aantal landen een voorwaarde van de overheid om officieel van geslacht te mogen veranderen.

## Effecten
Castratie heeft naast onvruchtbaarheid nog andere ingrijpende gevolgen voor de gecastreerde, doordat naast de productie van geslachtscellen ook die van een aantal hormonen wegvalt: bij mannen van het testosteron, bij vrouwen van oestrogeen en progesteron. Hierdoor nemen bij mannen bijvoorbeeld het libido en de agressie af.
Indien castratie wordt uitgevoerd voordat de veranderingen horend bij de puberteit optreden, blijven deze uit, doordat zij afhankelijk zijn van de aanwezigheid van geslachtshormonen. Een castraat heeft dus alleen een hoge stem als hij voor de puberteit is gecastreerd; castratie daarna leidt niet meer tot een weer hoger worden van de stem, zoals weleens wordt gedacht, maar wel tot nagenoeg verdwijnen van de lichaamsbeharing. Gezichtsbeharing blijft echter zitten; de oorzaak hiervan is niet bekend.
Na castratie treden castratiecellen op. Dit zijn basofiele cellen met een grote vacuole die worden aangetroffen in de hypofysevoorkwab.

## Geschiedenis
Zowel aan het Chinese als aan het Byzantijnse en het Osmaanse keizerlijke hof hebben eunuchen een bijzonder grote historische rol vervuld.
De ingreep gebeurde zonder verdoving, door een professionele castreerder, die door de ouders werd betaald. Door bijvoorbeeld infecties kon de ingreep dodelijk aflopen, maar als de jongen na een maand hersteld was, werd hij naar het keizerlijk of adellijk hof gestuurd. Ook in Italië werd castratie toegepast. Een bekend voorbeeld hiervan zijn de Italiaanse operazangers 'castrati'. Deze jongens werden gecastreerd voordat ze hun puberteit bereikten, om zo hun 'vrouwelijke' stem te behouden. Ze konden daardoor vrouwelijke zangpartijen zingen.
Overigens werden in China bij de castratie ook de balzak en de penis verwijderd.

### Eunuch of castraat
Castraten zijn mannen die voor de puberteit gecastreerd zijn. Eunuchen kunnen ook op latere leeftijd gecastreerd zijn.